# Hot Tub Time Machine
Hot Tub Time Machine is een Amerikaans-Canadese komediefilm uit 2010, geregisseerd door Steve Pink en geproduceerd door Matt Moore, John Cusack, Grace Loh en John Morris. De hoofdrollen worden vertolkt door John Cusack, Rob Corddry en Craig Robinson.

## Verhaal
Vier vrienden genaamd Adam (John Cusack), Jacob (Clark Duke), Nick (Craig Robinson) en Lou (Rob Corddry) zakken op een avondje flink door. Als ze beschonken in een bubbelbad gaan zitten, blijkt dit tot hun schrik een 'Hot Tub Time Machine' te zijn die hen terugbrengt naar het jaar 1986. Dankzij deze tijdmachine vinden ze hun jeugd terug, wat voor de nodige bizarre ontmoetingen en gebeurtenissen zorgt.

## Rolbezetting
| Acteur         | Personage         |
| -------------- | ----------------- |
| John Cusack    | Adam              |
| Clark Duke     | Jacob             |
| Craig Robinson | Nick Webber-Agnew |
| Rob Corddry    | Lou Dorchen       |
| Sebastian Stan | Blaine            |
| Lizzy Caplan   | April             |
| Collette Wolfe | Kelly             |
| Crispin Glover | Phil              |